# Växjö község
Växjö község (svédül: Växjö kommun) Svédország 290 községének egyike. A jelenlegi községet 1971-ben hozták létre Växjö város és néhány környező község egyesítésével.

## Települései
A községben 13 település (tätort) található. A települések és népességük:
| Település            | Népesség | Megjegyzés         |
| -------------------- | -------- | ------------------ |
| Växjö                |          | a község székhelye |
| Björnö               |          |                    |
| Braås                |          |                    |
| Furuby               |          |                    |
| Gemla                |          |                    |
| Ingelstad            |          |                    |
| Lammhult             |          |                    |
| Norrhult-Klavreström |          |                    |
| Nöbbele              |          |                    |
| Rottne               |          |                    |
| Tävelsås             |          |                    |
| Åby                  |          |                    |
| Åryd                 |          |                    |

### Külső hivatkozások
- Hivatalos honlap (svéd, angol)